# Paratrionymus halocharis
Paratrionymus halocharis är en insektsart som först beskrevs av Kiritshenko 1932.  Paratrionymus halocharis ingår i släktet Paratrionymus och familjen ullsköldlöss. Inga underarter finns listade i Catalogue of Life.